# Hyères FC
Hyères Football Club – jest francuskim klubem piłkarskim z siedzibą w Hyères.

## Historia
Hyères Football Club został założony 1912. W 1932 uzyskał status zawodowy i przystąpił do premierowego sezonu ligi francuskiej. Premierowy sezon Hyères zakończył na 9. miejscu w grupie A i zostało zdegradowane do Division 2. W następny roku klub stracił status zawodowy i został zdegradowany do IV ligi. W 1939 Hyères awansował do trzeciej ligi, w której występował do 1953.
Lata 1953–1960 to krążenie klubu między czwartą a piątą ligą. W latach 1960–1963 i 1964–1968 klub ponownie występował w trzeciej lidze. Lata 1968–1980 Hyères grał w czwartej lidze. W latach 1980–1980 klub ponownie występował w trzeciej lidze. Kolejne dwie dekady klub spędził w czwartej i piątej lidze. W 2009 klub powrócił do trzeciej ligi, jednak Hyères zajęło dopiero 18. miejsce i zostało zdegradowane do Championnat de France amateur, w którym występuje do chwili obecnej.

## Sukcesy
- 1 sezon w Première Division: 1932-1933.

## Znani piłkarze w klubie
- Frank Lebœuf
- Rudolf Wetzer

## Sezony wPremière Division
| Sezon   | Uzyskane Miejsce   |
| ------- | ------------------ |
| 1932-33 | 9 w gr. A (spadek) |